# Hicksville (Nowy Jork)
Hicksville – jednostka osadnicza w Stanach Zjednoczonych, w stanie Nowy Jork, w hrabstwie Nassau.